# ヨースィピウカ (キーウ州)

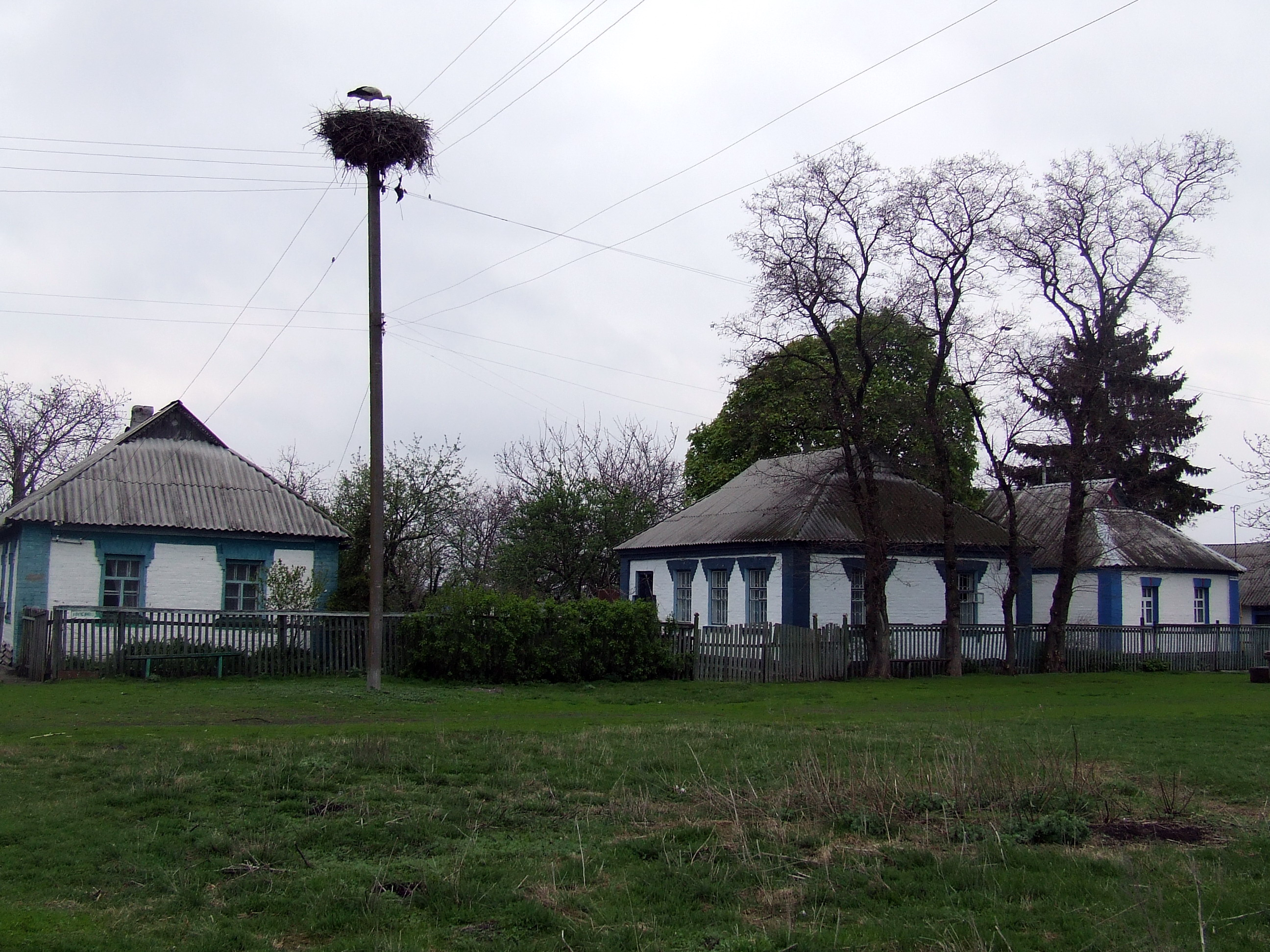
ヨースィピウカの風景。

ヨースィピウカ（ウクライナ語：Йо́сипівка；意訳：「ヨースィプの村」）は、ウクライナのキーウ州ビーラ・ツェールクヴァ地区にある村。1827年に地主ヨースィプ・プロスクーラの資金で、マキーイウカ村の移民によって創建された。最初は地主の娘ユゼーファ・プロスクーラにちなんでユゼピーウカ（Юзепівка）と呼ばれたが、後は地主の名を以ってヨースィピウカに改名された。面積は約1.4km²（2005年）。人口は251人（2005年）。